# .za
.za é o código de país do domínio de topo (ccTLD), usado na Internet, pela África do Sul. É administrado pela ZADNA.
ZA provém das iniciais do nome do país em neerlandês - Zuid-Afrika - embora o neerlandês não seja mais uma das línguas ofíciais do país.
Em 1925, o africâner juntou-se ao inglês e o neerlandês, como língua oficial. Na Constituição sul-africana de 1961, o neerlandês foi completamente excluído como língua oficial, permanecendo o inglês e o africâner. Em ambas as línguas, as iniciais do país seriam SA (South Africa, em inglês, e Suid-Afrika em africâner). Porém, como  o domínio .sa já era usado pela Arábia Saudita, o código .za foi adotado. ZAR é também o código ISO 4217 para a unidade monetária do país (South African Rand).